# Saunier Duval-Prodir/2006
Deze pagina geeft een overzicht van de wielerploeg Saunier Duval in 2006.
| Naam                           | Geboortedatum | Nationaliteit       | Ploeg 2005                       |
| ------------------------------ | ------------- | ------------------- | -------------------------------- |
| José Alberto Benitez           | 14-11-1981    | Spanje              | Spiuk-Semar                      |
| Rubens Bertogliati             | 09-05-1979    | Zwitserland         |                                  |
| David Cañada                   | 11-03-1975    | Spanje              |                                  |
| Juan José Cobo                 | 11-02-1981    | Spanje              |                                  |
| David de la Fuente             | 04-05-1981    | Spanje              |                                  |
| Charles Dionne                 | 15-03-1979    | Canada              | Webcor Builders Cycling Team     |
| Arkaitz Durán                  | 18-05-1986    | Spanje              |                                  |
| Alberto Fernández de la Puebla | 17-09-1984    | Spanje              | espoirs                          |
| Nicolas Fritsch                | 19-12-1978    | Frankrijk           |                                  |
| Koldo Gil                      | 16-01-1978    | Spanje              | Liberty-Seguros                  |
| Ángel Gómez                    | 13-05-1981    | Spanje              |                                  |
| José Angel Gómez Marchante     | 30-05-1980    | Spanje              |                                  |
| Rubén Lobato                   | 01-09-1978    | Spanje              |                                  |
| Piotr Mazur                    | 02-12-1982    | Polen               | Skil-Moser                       |
| Javier Mejías                  | 30-09-1983    | Spanje              | espoirs                          |
| David Millar (vanaf 24-06)     | 04-01-1977    | Verenigd Koninkrijk | -                                |
| Manuele Mori                   | 09-08-1980    | Italië              |                                  |
| Aaron Olsen                    | 11-01-1978    | Verenigde Staten    | Colavita-Sutter Pro Cycling Team |
| Luciano Pagliarini             | 18-04-1978    | Brazilië            | Liquigas                         |
| Leonardo Piepoli               | 29-09-1971    | Italië              |                                  |
| Marco Pinotti                  | 25-02-1976    | Italië              |                                  |
| Riccardo Riccò                 | 01-09-1983    | Italië              | espoirs                          |
| Christophe Rinero              | 29-12-1973    | Frankrijk           | R.A.G.T. Semences                |
| Gilberto Simoni                | 25-08-1971    | Italië              | Lampre                           |
| Guido Trentin                  | 24-11-1975    | Italië              | Cofidis                          |
| Francisco José Ventoso         | 06-05-1982    | Spanje              |                                  |
| Carlos Zarate Fernandez        | 19-07-1980    | Spanje              | Comunidad Valenciana             |
| Oliver Zaugg                   | 09-05-1981    | Zwitserland         |                                  |

## Teams

### Ronde van Californië
19 februari–26 februari
- 41.  Gilberto Simoni
- 42.  José Alberto Benitez
- 43.  Charles Dionne
- 44.  Koldo Gil Perez
- 45.  José Ángel Gómez
- 46.  Aaron Olsen
- 47.  Marco Pinotti
- 48.  Riccardo Riccò

### Ronde van het Baskenland
3 april–8 april
- 71.  Manuele Mori
- 72.  José Ángel Gómez
- 73.  Leonardo Piepoli
- 74.  Arkaitz Durán
- 75.  Riccardo Riccò
- 76.  Juan José Cobo
- 77.  Oliver Zaugg
- 78.  Rubén Lobato

### Ronde van Romandië
25 april–30 april
- 161.  Rubens Bertogliati
- 162.  Oliver Zaugg
- 163.  José Alberto Benitez
- 164.  David de la Fuente
- 165.  Nicolas Fritsch
- 166.  Koldo Gil
- 167.  José Ángel Gómez
- 168.  Guido Trentin

### Critérium du Dauphiné Libéré
4 juni–11 juni
- 61.  Leonardo Piepoli
- 62.  Nicolas Fritsch
- 63.  Ángel Gómez
- 64.  Piotr Mazur
- 65.  Marco Pinotti
- 66.  Christophe Rinero
- 67.  Riccardo Riccò
- 68.  Guido Trentin

2004 · 2005 · 2006 · 2007 · 2008 · 2009 · 2010 · 2011
Ag2r Prévoyance · Bouygues Télécom · Cofidis, Le Crédit par Téléphone · Crédit Agricole · Team CSC · Davitamon-Lotto · Discovery Channel Pro Cycling Team · Euskaltel-Euskadi · La Française des Jeux · Team Gerolsteiner · Illes Balears-Caisse D'Espargne · Lampre-Fondital · Astana · Liquigas - Bianchi · Phonak Hearing Systems · Quick Step-Innergetic · Rabobank · Saunier Duval-Prodir · Team Milram · T-Mobile Team